# Communauté de communes du Rouillacais
La communauté de communes du Rouillacais est une communauté de communes française, située dans le département de la Charente et le Pays Ouest-Charente Pays du cognac.

## Historique
Elle est créée le 31 décembre 1992. Contrairement à ce que prévoyait le schéma départemental de coopération intercommunale élaboré en 2016 dans le cadre de la loi NOTRe, la fusion des communautés de communes du Rouillacais, de Jarnac, de la région de Châteauneuf, de Grande Champagne et de Grand Cognac ne s'est pas réalisé et le périmètre de la CC du Rouillacais est resté inchangé.
Le 1er janvier 2019, la commune de Gourville rejoint la commune nouvelle de Rouillac et les communes d'Anville, d'Auge-Saint-Médard, de Bonneville et de Montigné fusionnent pour former la commune nouvelle de Val-d'Auge.

## Territoire communautaire

### Géographie physique
Située à l'ouest  du département de la Charente, la communauté de communes du Rouillacais regroupe 13 communes et présente une superficie de 287,8 km2.

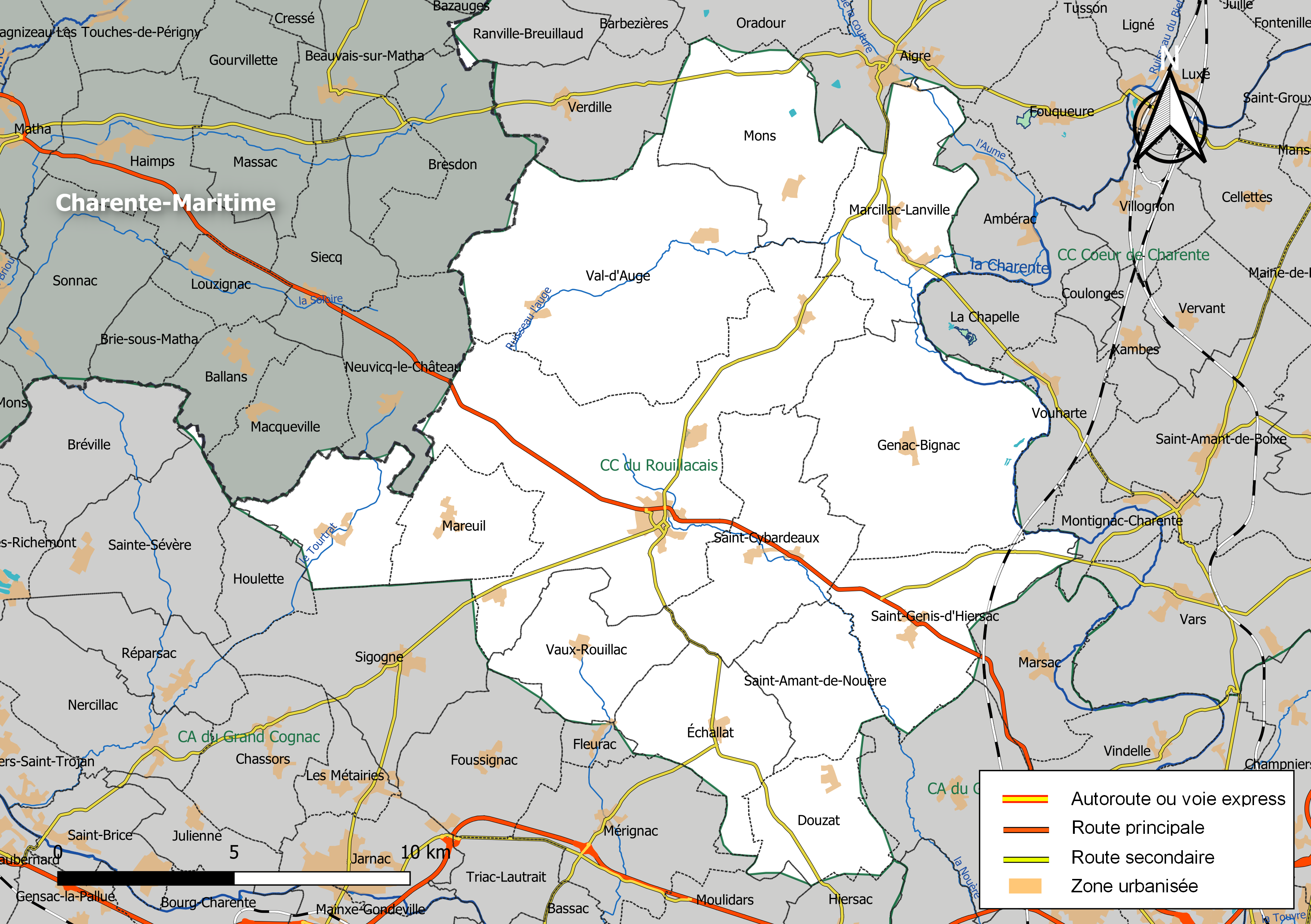
Carte de la communauté de communes du Rouillacais au 1er janvier 2019.

### Composition

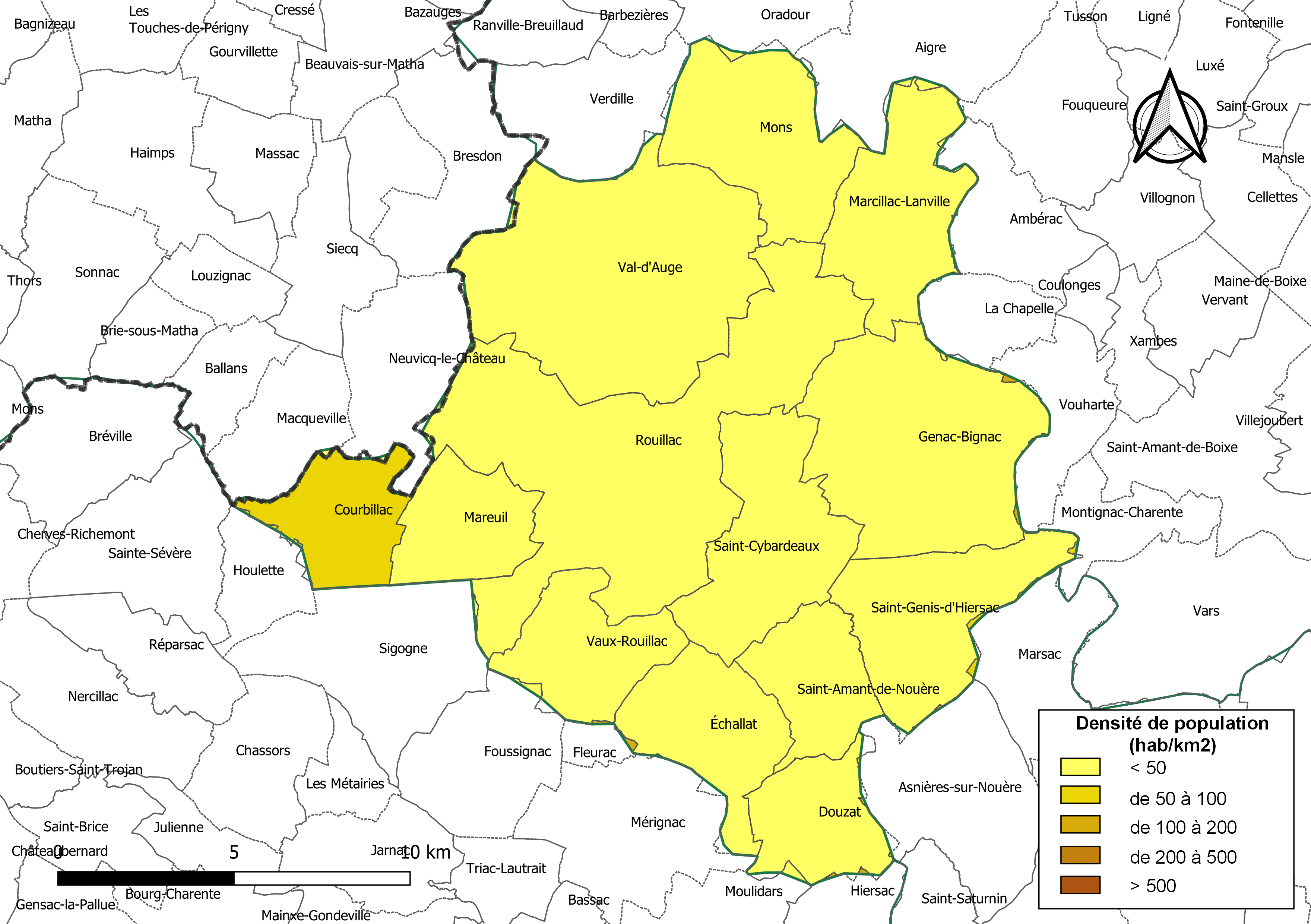
Carte des densités de population (millésimée 2016) des communes de la communauté de communes du Rouillacais. Composition en communes au 1er janvier 2019.

La communauté de communes est composée des 13 communes suivantes :

| Nom                   | Code Insee | Gentilé         | Superficie (km2) | Population (dernière pop. légale) | Densité (hab./km2) |
| --------------------- | ---------- | --------------- | ---------------- | --------------------------------- | ------------------ |
| Rouillac (siège)      | 16286      | Rouillacais     | 56,61            | 2 909 (2022)                      | 51                 |
| Courbillac            | 16109      | Courbillacais   | 11,83            | 729 (2022)                        | 62                 |
| Douzat                | 16121      | Douzatois       | 11,48            | 432 (2022)                        | 38                 |
| Échallat              | 16123      | Échallatois     | 15,14            | 481 (2022)                        | 32                 |
| Genac-Bignac          | 16148      |                 | 33,61            | 973 (2022)                        | 29                 |
| Marcillac-Lanville    | 16207      |                 | 18,41            | 509 (2022)                        | 28                 |
| Mareuil               | 16208      | Mareuillais     | 11,51            | 393 (2022)                        | 34                 |
| Mons                  | 16221      | Monsois         | 20,11            | 235 (2022)                        | 12                 |
| Saint-Amant-de-Nouère | 16298      |                 | 11,15            | 350 (2022)                        | 31                 |
| Saint-Cybardeaux      | 16312      | Éparciens       | 21               | 796 (2022)                        | 38                 |
| Saint-Genis-d'Hiersac | 16320      | Saint-Genissois | 19,08            | 915 (2022)                        | 48                 |
| Val-d'Auge            | 16339      |                 | 44,52            | 795 (2022)                        | 18                 |
| Vaux-Rouillac         | 16395      | Malrésiens      | 13,37            | 295 (2022)                        | 22                 |

## Démographie
| 1968  | 1975  | 1982  | 1990  | 1999  | 2010  | 2015   | 2021  |
| ----- | ----- | ----- | ----- | ----- | ----- | ------ | ----- |
| 8 714 | 8 742 | 8 739 | 8 963 | 8 980 | 9 852 | 10 147 | 9 842 |

## Administration

### Siège
Le siège de la communauté de communes est situé 314, avenue Jean Monnet - B.P 16, 16170 Rouillac.

### Liste des présidents
| Période      | Période      | Identité          | Étiquette | Qualité |
| ------------ | ------------ | ----------------- | --------- | --- |
| 1993         | janvier 2012 | Claude Mesnard    | UDF-UMP   | Maire de Rouillac (1977-1989) Conseiller général du Canton de Rouillac (1976-2001)                               |
| janvier 2012 | En cours     | Christian Vignaud | SE        | Viticulteur et céréalier, maire délégué de Plaizac Réélu pour le mandat 2014-2020 Réélu pour le mandat 2020-2026 |

### Compétences
Le nombre de compétences exercées en 2017 est de 21.

### Régime fiscal et budget
Le régime fiscal de la communauté de communes est la fiscalité professionnelle Unique (FPU).